# فرنسيسكو روبلس أورتيغا
فرنسيسكو روبلس أورتيغا (بالإسبانية: Francisco Robles Ortega)‏ هو عالم عقيدة مكسيكي، ولد في 2 مارس 1949 في Mascota ‏ في المكسيك.